# Soyo (stad)
Soyo är en ort i Angola. Den ligger i provinsen Zaire, i den nordvästra delen av landet, 300 kilometer norr om huvudstaden Luanda. Soyo ligger 10 meter över havet och antalet invånare är 67 491. Orten är kommunhuvudorten i kommunen med samma namn. Kommunen fick 1974 status som stad (munípio).

## Historia
När den portugisiske sjöfarare Diogo Cão 1482 upptäckte kongoflodens mynning tillhörde Soyo och fem andra provinser Kongoriket, som regerades av Nzinga Nkuwu. Kungen kallades Mani-Congo och tog väl emot Cão och hans följe. Några år senare återvände Cão med en större delegation och jesuitpräster. Mani-Congo lät döpa sig och kallade sig Afonso II efter Portugals förste kung. Hans söner blev grevar eller hertigar och Soyo styrdes därefter av Greve Sogno.
Kung Afonso ville införa kristendom och europeiska seder i sitt rike. Han lärde sig läsa och skriva portugisiska. Affärsmän och missionärer var välkomna, liksom hantverkare som smeder, murare och jordbrukare. Kungens söner skickades till skolor i Lissabon och en faster startade en skola för flickor. Portugisiska handelsmän började bosätta sig i Soyo och köpte slavar, elfenben och koppar och exporterade till São Tomé och Principe. En kunglig utredning visade 1548 att 4000 slavar passerade hamnen vid Soyo varje år.

## Terräng och klimat
Terrängen runt Soyo är platt. Havet är nära Soyo norrut. Det finns inga andra samhällen i närheten.
Trakten runt Soyo består huvudsakligen av våtmarker. Runt Soyo är det mycket glesbefolkat, med 7 invånare per kvadratkilometer.

## Ekonomi
|  |  |  |
|  |  |  |

På 1970-talet upptäcktes stora oljefyndigheter i Kabinda och provinsen Zaire. Soyo blev centrum för oljeindustrin med hamn och flygplats. På 2000-talet började oljeföretagen borra off-shore och Soyos industri och oljehamn byggdes ut.  Regeringen planerar att bygga ett oljeraffinaderi. 